# Viehhof (Eitorf)

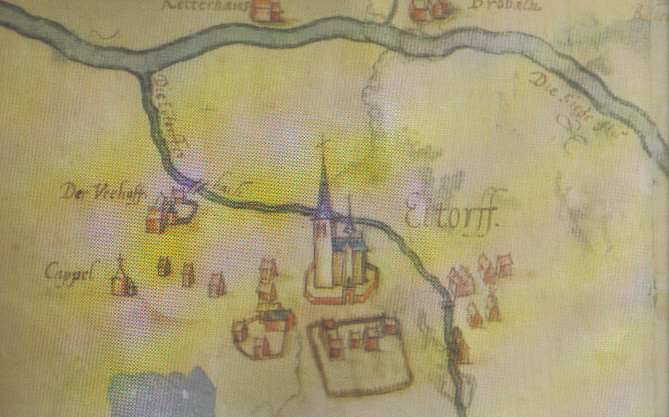
Jordan van der Wayhe: Der Viehhof oben links auf einer Karte von 1607

Der Viehhof war ein altes Sattelgut in Eitorf. 1814 wurde er von seinem Besitzer in Wilhelmsruh umbenannt und 1909 abgerissen. 

## Gerichtsbarkeit
Der Viehhof war seit 1812 Sitz des Eitorfer Friedensgerichtes und Gerichtssaal des Blankenberger Amtes. Er gehörte zur Honschaft Irlenbach.

## Viehhandel
Nach einer langen Pause gab es ab 1852 wieder die Erlaubnis, einen Viehmarkt abzuhalten. Am 26. Mai 1852 fand erstmals wieder Viehmarkt in den Siegauen statt. Es wurden 220 Ochsen, 195 Kühe und 59 Rinder angeboten. Der Markt sollte jeden ersten Mittwoch in den Monaten April bis Oktober stattfinden, fand dann aber März bis Juni jeden ersten und dritten Mittwoch statt und von Juli bis November jeden dritten Mittwoch. Nach 1870 schlief der Markt dann ein.

## Bewohner
Der Name Viehof wurde in Eitorf auch zum Familiennamen. Bewohner oder Verwandte waren:
- Johann Reinerus Renscheid, verheiratet mit Cäcilia vom Viehof (1710)
- Johann Henricus Meisenbach (Mybach) und Anna Margarethe, Halfe auf dem Viehof
- Mattheis und Anna Maria (1725)
- Matthias Hunscheid, verheiratet mit Agnes (1722)
- Johann Heinrich Weyer, 1710 verheiratet mit Catharina
- Premierleutnant Carl Friedrich von Schade, 1819 verheiratet mit Wilhelmine Jacobine Schlitt

## Eisenbahnbau
Teile des Viehhof-Geländes wurden 1858 von der Köln-Mindener Eisenbahn gekauft und als Verwaltungssitz genutzt. Später wurde das Gebäude ein Opfer der Erweiterung der Gleisanlagen.